# Classe Zwaardvis
La classe Zwaardvis era una classe di sottomarini diesel-elettrici di progettazione olandese ordinati negli anni sessanta ed entrati in servizio negli anni settanta. Derivanti dalla classe di sottomarini statunitensi classe Barbel gli ultimi sottomarini a propulsione convenzionale della US Navy.
Ai due battelli in servizio con la Koninklijke Marine, Zwaardvis (S 860) e Tijgerhaai (S 807), negli anni ottanta si sono aggiunte altre due unità ordinate dalla Repubblica di Cina (Taiwan). I due battelli taiwanesi, Hai Lung (793) e Hai Hu (794), entrati in servizio rispettivamente nel 1987 ed il 1988 sono un'evoluzione dei precedenti classe Zwaardvis, pertanto sono in genere indicati come "Zwaardvis migliorati" o come classe Chien Lung/Hai Lung. 

## Progetto
Si tratta di grandi sottomarini oceanici, diesel elettrici, con un dislocamento elevato e una struttura convenzionale: superfici di controllo cruciformi, elica unica, scafo a 'goccia allungata' con diametro costante per almeno i due terzi della lunghezza, torre alta con i timoni di profondità laterali ad essa. Infine, i tubi di lancio e il comparto armi sono a prua, cosa che lascia nondimeno spazio per un sonar a bassa frequenza, ovvero a lunga portata, ma certamente meno prestante delle apparecchiature delle navi del tipo americane e giapponesi. Le possibilità di impiegare armamenti vedono sia i siluri Mk 37C antisommergibile, che i più potenti Mk 48 a doppio ruolo antinave, di prestazioni molto elevate rispetto ai siluri elettrici coetanei (portata oltre 30km a circa 48 nodi). 
Sono altresì presenti mine, se necessario in ragione di 2 al posto di ciascun siluro.
Nel 1981 Repubblica di Cina (Taiwan) ha rotto l'embargo non ufficiale che la Cina gli ha stretto attorno ordinando e ricevendo 2 sottomarini classe Chien Lung/Hai Lung ("Zwaardvis migliorata"). 
Essi, in assenza dei siluri Mk 48, potendo solo contare sugli mk 37 di vecchio tipo, sono stati equipaggiati, pare, anche con gli A184 italiani. Questa è stata l'unica occasione che i taiwanesi hanno avuto per possedere una pur limitatissima flotta di sottomarini moderni, perché tutti gli altri tentativi sono stati bloccati (i sottomarini, specie se moderni e silenziosi, sono tipi di navi particolarmente "sensibili" in termini politici) dalla Cina.